# Centreville Bank
O Centerville Bank é um banco com sede em West Warwick, Rhode Island. A empresa opera 7 filiais nas cidades de Rhode Island, Coventry, Cranston, East Greenwich, Narragansett, North Kingstown, West Greenwich e West Warwick. O banco de poupança de Rhode Island, Centerville Bank, assinou um contrato para adquirir o PB Bancorp e sua subsidiária Putnam Bank, por US$ 115,5 milhões, o acordo está previsto para acontecer ainda no primeiro semestre de 2020.

## História
Em 1828, o Centerville Bank recebeu uma carta estatal. Sua filial ficava na esquina das ruas Water e Main, na parte Centerville de West Warwick
Em 1865, o banco se tornou um banco nacional.
Em 1888, o Centerville Savings Bank foi fundado.
Em 25 de abril de 1901, o banco mudou-se para a seção de Jericó em West Warwick (agora conhecida como Ártico).
Em 1928, o escritório de arquitetura de Hutchins e French de Boston foi contratado para projetar um novo prédio para o banco.
Em 2016, o banco foi renomeado para Centerville Bank.